# Zemské volby v Čechách 1848
Zemské volby v Čechách 1848 byly volby konané v Českém království v červnu 1848, kterými měl být poprvé zvoleni poslanci zamýšleného Českého zemského sněmu coby zákonodárného sboru zemské samosprávy v rámci ústavního systému Rakouského císařství utvářeného během revolučního hnutí v roce 1848. Poté, co v Praze vypuklo červnové povstání byly volby odloženy o několik týdnů. Pak sice proběhly, ale sněm se nikdy nesešel.

## Dobové souvislosti
Od března 1848 procházelo Rakouské císařství revolučním pohybem, ve kterém měla být dosavadní absolutistická vláda nahrazena ústavním systémem s parlamentními tělesy. V Čechách se jedním z hlavních požadavků stalo ustavení Českého zemského sněmu, který by byl reprezentativně sestaven z volených poslanců. Už koncem března 1848 jednal Svatováclavský výbor o návrhu Františka Augusta Braunera na podobu budoucího zastupitelského orgánu. Výslovně byla odmítnuta návaznost na dosavadní stavovský sněm a to ani s variantou jeho doplnění o zástupce měst. Požadavkem bylo parlamentní shromáždění s širokým zastoupením. Tyto názory pak byly včleněny i do české petice, která byla napodruhé odevzdána císaři. Císařský kabinetní list z 8. dubna 1848 následně přislíbil Čechám zřízení nejvyšších úřadů s vysokou mírou samosprávy.
Okolo 20. dubna Národní výbor přijal podrobnější návrh volebního systému na Český zemský sněm. Kromě 210 nevolených šlechtických zástupců coby pokračování stavovského sněmu na něm mělo zasedat 327 volených poslanců. Faktické vypsání voleb se ale odkládalo, protože revoluční situace v některých částech monarchie se vyostřovala a kromě toho v Čechách vrcholila polemika okolo účasti ve volbách do celoněmeckého Frankfurtského parlamentu. 
Přesto se v květnu zdálo, že volby se skutečně odehrají. Český místodržící (guberniální prezident) Leopold Lev Thun-Hohenstein se bez konzultace s Vídní (která byla mezitím zachvácena revolučním hnutím) rozhodl vypsat volby do zemského sněmu na 17. květen. Počítalo se s tím, že sněm se sejde 7. června. Volby se ale nemohly uskutečnit podle plánu, protože situace ve Vídni se dále vyostřila a vyústila v útěk císařského dvora z hlavního města. Zároveň se dále vyvíjely názory na volební systém. Celkový posun k radikálnějším demokratickým koncepcím se odrazil i v požadavcích, které koncem května prezentoval Karel Sladkovský, podle kterého byl původní návrh Národního výboru nespravedlivý.

## Průběh a výsledky voleb
Až 6. června schválil císař Ferdinand I. vypsání voleb do zemského sněmu se slovy:„Ač jest nám to náwalem státních prací nemožné, wyhowěti mnohokráte projewenému přání našich wěrných Čechů a pudu wlastního srdce, totiž český sněm osobně zahájiti: i můžeme přece jen ukojiti nadějí, že brzkým náwratem našeho mileného bratrowce a náměstka w Čechách s to budeme, se ním dát zastaupiti při slawném tom aktu.“ 11. června pak český místodržící Leopold Lev Thun-Hohenstein stanovil, že volby mají proběhnout od 12. do 14. června a sněm se měl poprvé sejít 24. června. V Praze ale mezitím vypuklo červnové povstání a volby byly zčásti odloženy. Po porážce povstání ještě během června ovšem byly v naprosté většině obvodů (v dobové terminologii vikariátů) vykonány, třebaže s jistým zpožděním. Ve volbách roku 1848 bylo zvoleno ve venkovských vikariátech 126 poslanců české a 76 poslanců německé národnosti, ve městech bylo zvoleno 52 Čechů a 30 Němců.
24. června se Leopold Lev Thun-Hohenstein obrátil na vládu s žádostí o svolání sněmu na 4. červenec 1848. Čeští politici měli o zahájení sněmu velký zájem, navrhovali i kvůli dozvukům povstání svolat jeho ustavující jednání do nějaké mimopražské lokality. Jenže mezitím se v monarchii dostala do popředí otázka ustavení celostátního zákonodárného sboru Říšského sněmu a vláda neměla zájem o konstituování dalšího parlamentního tělesa. 26. června proto vláda Thunovi odpověděla zamítavě a naopak nařídila vypsání přímých voleb do Říšského sněmu (ačkoliv čeští předáci jako František Palacký předpokládali, že celostátní parlament bude složen pouze z delegátů vybíraných jednotlivými sněmy). Zvolený sněm se tak nikdy nesešel a nejvyšší zemský zákonodárný sbor v Čechách byl utvořen až ve zcela odlišných historických souvislostech po volbách v roce 1861.
Odlišná situace byla na Moravě, kde už v březnu 1848 aktuálně zasedl původní stavovský Moravský zemský sněm, rozšířený od dubna o občanské zástupce. Od května 1848 pak po zemských volbách zasedal jako zcela nové ústavní těleso (takzvaný selský sněm) a jednal až do ledna 1849.